# Leonurus sibiricus

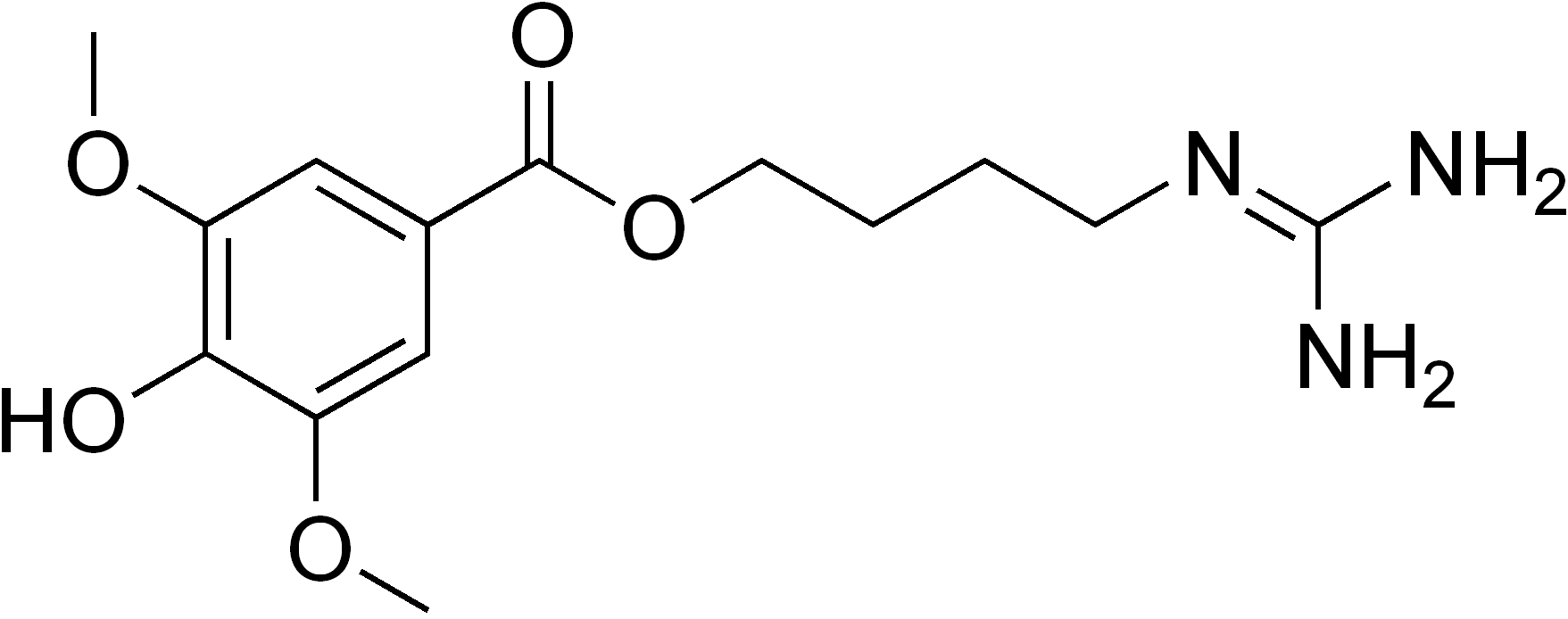
Leonurina um alcalóide psicoativo achado na Leonurus sibiricus.

Leonurus sibiricus (Erva-de-Macaé ou Rubim), que também é conhecida como "Marijuanilla" (Pequena Marijuana) é nativa da Ásia Ocidental Central, incluindo China, Mongólia e Rússia. Ela se difundiu em outras várias partes do mundo, incluindo a América.

## Descrição
Leonurus sibiricus, também conhecida como erva-de-macaé, é um arbusto que chega a alcançar 2 metros. É um herbáceo anuário ou bienal com talos verticais que crescem de 20 a 80 cm de altura. As folhas mais baixas no talo caem quando a planta começa a florescer. As lâminas de suas folhas são em forma oval. As plantas florescem de julho a início de setembro.
Elas que crescem em prados pedregosos ou arenosos e são achados também em florestas de pinheiros.

## Cultivação
A "L. sibiricus" tem um histórico de ser utilizada por tribos de índios devido a suas propriedades eufóricas e sedativas. Ela também vem sendo pesquisada como um novo analgésico.

## Uso da planta
O uso tradicional asiático implica beber 1-3 colheres de chá de folhas em água quente por 15 minutos. Essa infusão pode ser bebida e, para tratar hematomas, aplica-se no local da lesão.
Indicações
Estomáquico, febrífugo, anti-reumático, eupépico, contra vômitos e gastrenterite. As flores são usadas para bronquite e coqueluche. 
Infusão
20 g de folhas ou flores secas em 1/2 litro de água. Tomar 3 vezes ao dia.
Tintura
Misturar duas xícaras (café) de álcool de cereais e 1 xícara (café) de água com um punhado da erva picada, deixar em maceração por 7 dias, agitar sempre, coar, armazenar em vidro escuro. Tomar 1 colher (chá) diluída em água. Pode ser aplicada em articulações inflamadas ou hematomas.